# Ålgård

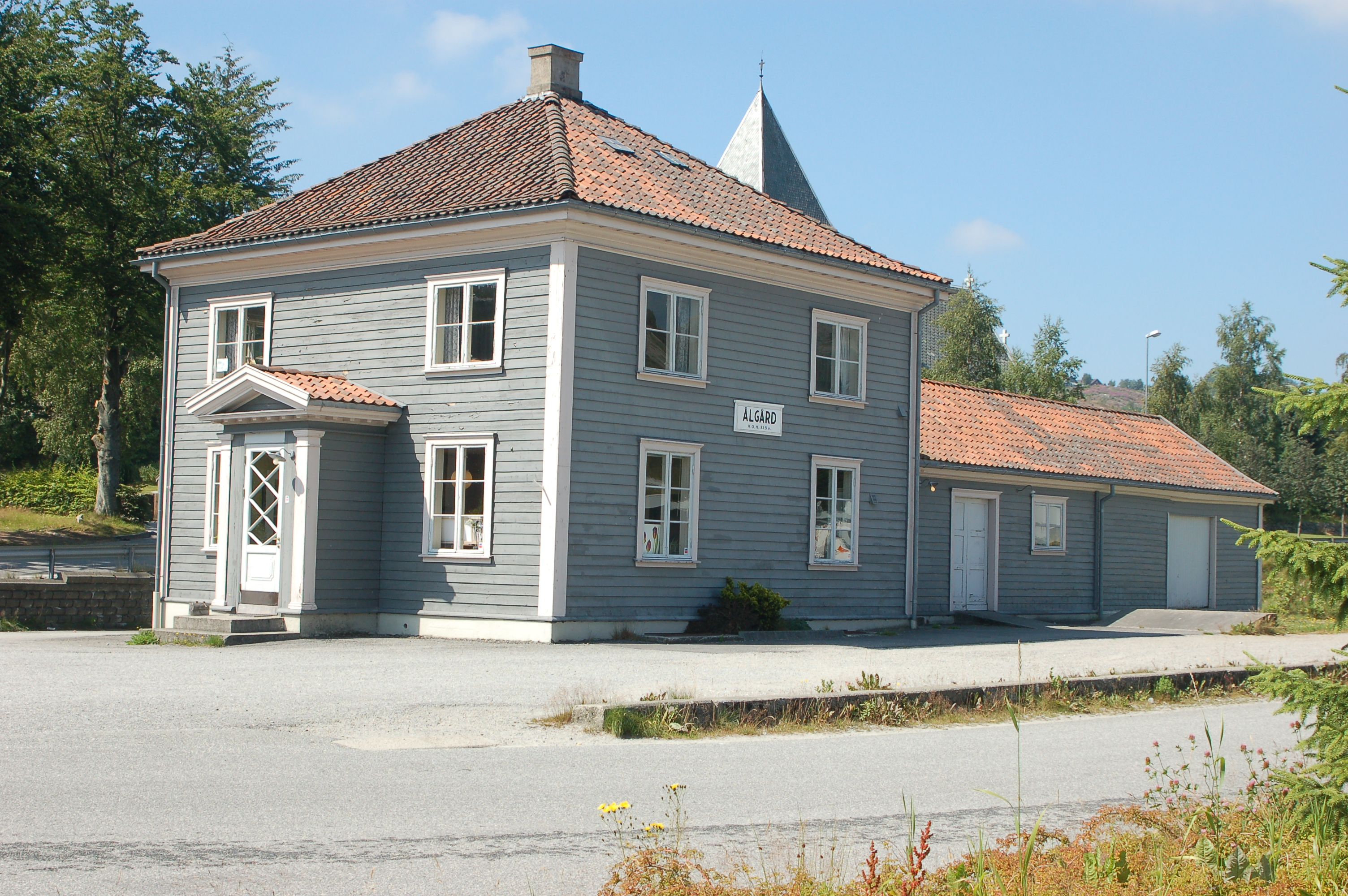
Ålgårds nedlagda järnvägsstation

Ålgård är den administrativa huvudorten (centralorten) för Gjesdals kommun i Rogaland fylke, Norge. Ålgård är en del av den kommungränsöverskridande tätorten Ålgård/Figgjo med cirka 7 300 av dess invånare.